# Microtegeus hirashimai
Microtegeus hirashimai är en kvalsterart som beskrevs av Balogh 1970. Microtegeus hirashimai ingår i släktet Microtegeus och familjen Microtegeidae. Inga underarter finns listade i Catalogue of Life.